# Ángel Rath
Ángel Rath (Montevideo, 5 de diciembre de 1925 - 7 de abril de 1983) fue un médico y político uruguayo perteneciente al Partido Colorado.

## Biografía
Graduado de médico en 1951 en la Universidad de la República. Se destacó en fisiología, higiene, serología, y también se interesó por la cibernética.
Militante del Partido Colorado desde 1958, fue elegido diputado en la lista 315 del doctor Amílcar Vasconcellos para la legislatura 1967-1972. Al asumir la presidencia Jorge Pacheco Areco, el diputado Rath se aproximó a la Unión Colorada y Batllista y se transformó en uno de los más decididos defensores del presidente. Tal fue su apoyo, que cuando se impulsó la reelección de Pacheco, Rath, al igual que otros reeleccionistas "ortodoxos", defendió la consigna "Pacheco o nadie", convencido de que ganaría.
En 1971 se le encomendó el Ministerio de Educación y Cultura. En las elecciones de ese año, fue elegido senador.